# Caged Heat
Caged Heat (nebo také Renegade Girls) je americký dramatický film režiséra Jonathana Demme z roku 1974. Děj filmu je zasazen do ženské věznice v Kalifornii, kde se odehrávají různé potyčky mezi vězni ve společných prostorech. Vedle jiných zde hrají Erica Gavin, Roberta Collins, Rainbeaux Smith nebo pornoherečka Desireé Cousteau. Později vyšly podobné filmy, rovněž odehrávající se ve vězení, nazvané Caged Heat II: Stripped of Freedom (1994) a Caged Heat 3000 (1995), ale jiné souvislosti zde nejsou.

## Hudba
Autorem hudby k filmu je velšský hudebník a hudební skladatel John Cale. Režisér Quentin Tarantino později vyjádřil svůj obdiv k hudbě v tomto filmu a s Calem neúspěšně jednal ohledně složení hudby k jeho snímku Gauneři.